# 王增錞
王增錞（？—？），中國清朝官員，河南永城人。監生出身。

## 生平
王增錞曾任連江縣東岱巡檢。乾隆五十一年（1786年）、乾隆五十四年（1789年）兩次出任臺灣府淡水廳新莊巡檢一職。後改南臺主簿。乾隆六十年（1795年）六月以主簿身份署任彰化縣知縣。